# Citerne al-Nabih

Citerne al-Nabih

La citerne al-Nabih est une citerne d'Alexandrie creusée sous la dynastie toulounide, au IXe siècle. Elle est située sous les jardins de Chalalat, au centre de la ville. Elle a été restaurée dans les années 1950, mais en raison des difficultés d'accès, n'a été ouverte au public que récemment grâce à un concours de circonstances et à la volonté de trois personnalités : le général Abdel Salam Al-Mahgoub, gouverneur d'Alexandrie, Zahi Hawass, secrétaire général du Conseil suprême des Antiquités égyptiennes, et l'archéologue Jean-Yves Empereur. Auparavant, seule une fenêtre située au troisième étage permettait d'entrevoir le monument - sans que la perspective étroite donne la mesure de sa splendeur. Pour aller plus loin, il fallait jouer au saltimbanque sur une échelle de corde.
Alexandrie avait été surnommée Ville aux mille citernes : dès sa fondation en 331 av. J.-C., la ville avait dû pallier son éloignement du fleuve-dieu Nil par un subterfuge, la création d'immenses réservoirs souterrains. Lors de la crue du fleuve, en août-septembre, un canal relié à la branche canopique du Nil remplissait les citernes. Avec l'extension de la ville, les réservoirs se sont multipliés. Au-delà de leur aspect utilitaire, les citernes sont devenues, au cours des siècles, des lieux de visite pour les voyageurs, venus admirer ces cryptes monumentales dont certaines sont restées utilisées jusqu'en 1896.
La citerne al-Nabih est une de ces cathédrales souterraines, conjuguant grâce et équilibre avec ses trois étages de colonnades entrelacées. Creusée dans le calcaire tendre du sous-sol alexandrin, la construction témoigne du réemploi harmonieux de colonnes gréco-romaines ou byzantines. 

Architecture de la citerne

## Fouilles entreprises
Deux architectes du Centre d'études alexandrines (CEAlex), dirigé par Jean-Yves Empereur, se sont lancés dans l'étude d'un projet permettant de faciliter la visite de la citerne. Laurent Borel et Chrystelle March ont conçu un parcours sur des passerelles suspendues en fibre de carbone, par lesquelles les visiteurs pourront accéder aux différents étages.
À leur sortie, ils découvriront un musée qui présentera des maquettes de plusieurs autres citernes alexandrines. Des panneaux, des bornes interactives et des films expliqueront comment les Alexandrins captaient et stockaient l'eau durant vingt-trois siècles. Le musée prévoit aussi un module éducatif s'adressant aux jeunes et visant à les sensibiliser aux enjeux de l'eau. Une question cruciale en Égypte : si la croissance démographique se poursuit, les Égyptiens atteindront en 2020 le seuil de pauvreté en eau, situé à moins de 50 m3 par habitant et par an. Le projet, approuvé par les autorités égyptiennes, a été signé à Paris le 16 décembre, avec le CEAlex et le concours de la Fondation Gaz de France. L'entreprise a ainsi décidé de prolonger ses investissements en Égypte par du mécénat culturel en soutenant le projet de la citerne al-Nabih.

Fouilles effectuées